# Agustí Obiol
Agustí Obiol Sánchez, (Vinaroz, 2 de septiembre de 1953-Barcelona, 23 de octubre de 2023) fue un arquitecto español.

## Trayectoria profesional
Obtuvo el doctorado en 1977 por la Universidad Politécnica de Cataluña y la cátedra de Estructura como profesor titular primero en Valencia y en 1983 se traslada con la misma plaza a la Escuela Técnica Superior de Arquitectura de Barcelona, ciudad en la que combina la docencia con su actividad profesional privada. Ha intervenido junto con prestigiosos arquitectos en numerosos proyectos particularmente en el área de Barcelona, entre los que se pueden destacar:
- Torre Agbar, Barcelona
- Palacio Nacional de Barcelona
- Ciudad de la Justicia de Barcelona y Hospitalet de Llobregat
- Centro Comercial Las Arenas de Barcelona
- Edificio del Hotel Hesperia Tower de Hospitalet de Llobregat[2]
- Parque del Oeste de Murcia en el Paseo del Malecón, en colaboración con el arquitecto japonés Toyō Itō.[3]

Obiol realizó conferencias y publicado artículos principalmente basados en su especialización sobre Cálculo de estructuras de edificación.